# Mata-Maroto
São conhecidas como Mata-Maroto (também denominada Abrilada ou Abrilhada) as lutas que se sucederam entre brasileiros e portugueses, em Salvador e em algumas vilas do Recôncavo e do sertão da então Província da Bahia, no contexto do Período Regencial, entre 1831 e 1840.
Os conflitos entre separatistas e conservadores, no contexto da emancipação brasileira, não ficaram restritos aos espaços políticos nem às batalhas militares. Eles também se refletiam na esfera social, com perseguições e linchamentos. Um exemplo claro é o caso de perseguição ao cabo de milícias Melquiades José Dias Macieira pelas ruas do Caquende, em Salvador, Bahia.
O que parecia ser um dia normal para este cabo se transformou em uma situação de ameaça à sua vida: um grupo de nove pessoas, ao identificá-lo como português, correu em sua direção gritando “mata que é maroto!”. O adjetivo, de conotação bastante pejorativa foi dado por brasileiros a lusitanos como forma de xingamento. Ser reconhecido como “maroto”, dependendo do local onde a pessoa se encontrava, poderia significar morte.
Melquiades procurou seus companheiros portugueses para proteção, e conseguiu. Alguns integrantes do grupo de amotinados, que era composto por 5 militares, 4 paisanos e 1 miliciano, foram presos, mas outros conseguiram fugir.

## Antecedentes
Luís Paulo de Araújo Bastos governava a Província da Bahia quando eclodiram, em Salvador, os motins de abril de 1831, que se seguiram à abdicação de D. Pedro I e ao seu retorno para a Europa onde desempenhou papel decisivo na Guerra Civil Portuguesa (1828-1834).
Aquele governador registrou, em ofícios datados de 11 de fevereiro e 17 de março de 1831, a sua apreensão por conta dos informes que relatavam tumultos "os quais deviam ter por fim o extermínio dos portugueses",
Entre os populares havia o receio de que D. Pedro arquitetava a união dos dois reinos - o de Portugal e o do Brasil, em moldes ainda piores do que os que levaram às lutas de 1821 com o início das lutas pela Independência da Bahia, e que deixaram como resquício um permanente ressentimento entre brasileiros e portugueses.

## "Abrilada"
No dia 4 de abril registou-se o motim mais violento: o Presidente da Província foi deposto e destituído o Governador das Armas, que era de origem portuguesa, João Chrisostomo Callado. Pelas ruas gritava-se o mote que deu nome ao movimento: "Mata-maroto". era como os baianos chamavam, em tom pejorativo, aos portugueses que, para chegar ao Brasil, tinham que atravessar o oceano.
Cabe assinalar que na Bahia, onde os combates da Independência se estenderam de 1821 a 2 de julho de 1823, diversos incidentes envolvendo brasileiros e portugueses vinham ocorrendo dos anos de 1829 a 1831.

## Reação legalista
Assumiu interinamente a presidência da Província João Gonçalves Cezimbra que, objetivando apaziguar a situação, comprometeu-se em nomear apenas brasileiros para os comandos dos batalhões e a deportar aqueles que fossem partidários da reinstauração do Reino Unido de Portugal, Brasil e Algarves.
Entretanto, um incidente provocou novas perseguições: o português Francisco Antônio de Sousa Paranhos assassinou o brasileiro Vítor Pinto de Castro, o que acarretou o recrudescimento da violência.
Neste estado de coisas, foi nomeado como novo Comandante das Armas, o general Antero José Ferreira de Brito, que assegurou apoio às medidas adotadas pelo governante. Sentindo-se fortalecido, Cezimbra deixou de deportar os portugueses detidos; foi quando ocorreram levantes no Forte de São Pedro e nos quartéis da Mouraria e da Palma. O antilusitanismo inicial passou para as críticas à Monarquia e falou-se pela primeira vez em "federação", ideia que motivou o motim que se lhe seguiu, a Federação do Guanais.

## Interiorização
Muitos portugueses fugiram para o sertão. Em Caetité haviam sido acolhidos pelo intendente, Joaquim Venâncio Gomes de Azevedo, que lhes declarou: "Nada temeis, estais nos Estados Unidos do Brasil" Isso não impediu, entretanto, que, num recrudescimento das lutas, vários portugueses houvessem perdido a vida, como ocorreu ao irmão do português Antônio José da Silva, que foi "cruelmente massacrado" enquanto que este escapou, refugiando-se num morro no distrito do Gentio (hoje Ceraíma, em Guanambi).
Episódio curioso é narrado das perseguições em Caetité: numa feita foram mortos dois portugueses, cuja comunidade numerosa e influente refugiara-se na fazenda Lagoa do Coelho, sendo um deles abatido diante da Igreja de Santana, onde celebrava o padre Queiroz Osório: terminado o ofício, o vigário tocou com o pé no rosto do morto, declarando "Me cheira mal o sangue do maroto".
Movimento oposto ocorreu em Rio de Contas: naquela vila a comunidade lusitana era bastante numerosa, atraída que fora pela exploração o ouro de aluvião que fizera a breve riqueza do lugar. Perseguidos, muitos deles mortos, uma grande parte fugiu para o Recôncavo, onde procuram meios de retornar à Europa e outra, mudando de nome para evitar o reconhecimento, refugia-se em Vila Velha, Paramirim e seu hoje distrito de Água Quente e, finalmente, para Caetité - datando desta época os estabelecimentos rurais feitos por portugueses.